# Bohdan Chlíbec
Bohdan Chlíbec (Teplice, 1963. március 12. –) cseh költő. 1971 óta Prágában él. Zimní dvůr című verseskötete 2013-ban a Lidové noviny napilap közönségdíját nyerte el.

## Művei
- Zasněžený popel, 1992
- Temná komora, 1998
- Zimní dvůr, 2013

## Fordítás
- Ez a szócikk részben vagy egészben a Bohdan Chlíbec című cseh Wikipédia-szócikk fordításán alapul.  Az eredeti cikk szerkesztőit annak laptörténete sorolja fel. Ez a jelzés csupán a megfogalmazás eredetét és a szerzői jogokat jelzi, nem szolgál a cikkben szereplő információk forrásmegjelöléseként.